# Praga-Karlovy Vary-Praga
A Praga-Karlovy Vary-Praga (oficialmente: Praha-Karlovy Vary-Praha) foi uma prova de ciclismo de um dia checa que se disputa em Praga e seus arredores, como o seu próprio nome indica passando por Karlovy Vary (excepto em duas ocasiões que se disputou num velódromo), no mês de setembro.
Criou-se em 1921 de forma amador ainda que não se disputou continuamente, inclusive em duas ocasiões se disputou num velódromo (ciclismo em pista) depois de uma moto chamada Derny. Desde 2006 começou a ser profissional fazendo parte do UCI Europe Tour, dentro da categoria 1.2 (última categoria do profissionalismo). Depois de não se disputar em 2011, em 2012 se recuperou mas já em outra carreira chamada Tour Boémia entre Karlovy Vary e Praga, de facto, os organizadores desta, Neumětel, emitiram um duro comunicado na contramão da nova carreira organizada pela Federação da República Checa de Ciclismo já que segundo eles se tinham apropriado do nome o tendo que mudar finalmente pelo de Tour Boémia.
O seu percurso teve pouco mais de 260 km.
Junto a Neumětel organizava-a a Federação de Praga de Ciclismo.

## Palmarés
Em amarelo: edição amador.

Em azul: edição em pista depois de Derny.
| Ano       | Ganhador            | Segundo         | Terceiro        |
| --------- | ------------------- | --------------- | --------------- |
| 1921      | ? Proda             | Karlín Perič    | Frant. Zima     |
| 1922      | Boh. Rameš          | Karel Červenka  | Frant. Zima     |
| 1923      | Karel Červenka      | Josef Urbánek   | ? Kött          |
| 1924      | Não se disputou     | Não se disputou | Não se disputou |
| 1925      | Karel Červenka      | Antonin Charvát | Lad. Brejla     |
| 1926      | Karel Červenka      | Karlín Perič    | Josef Urbánek   |
| 1927-1945 | Não se disputou     | Não se disputou | Não se disputou |
| 1946      | Jan Vesely          | ?               | ?               |
| 1947      | Jan Vesely          | ?               | ?               |
| 1948      | Jan Vesely          | ?               | ?               |
| 1949      | Jan Vesely          | ?               | ?               |
| 1950      | Jan Vesely          | ?               | ?               |
| 1951      | Jan Vesely          | ?               | ?               |
| 1952-1953 | Não se disputou     | Não se disputou | Não se disputou |
| 1954      | Jan Vesely          | ?               | ?               |
| 1955      | Jan Vesely          | ?               | ?               |
| 1956-2005 | Não se disputou     | Não se disputou | Não se disputou |
| 2006      | Matija Kvasina      | Lubor Tesař     | Petr Benčík     |
| 2007      | Stanislav Kozubek   | Roger Kluge     | Martin Temčecký |
| 2008      | Eric Baumann        | Dirk Müller     | Frantisek Rabon |
| 2009      | Danilo Hondo        | Marko Kump      | Grega Bole      |
| 2010      | Andreas Schillinger | Stefan Schäfer  | Leopold König   |

## Palmarés por países
| País     | Vitórias |
| -------- | -------- |
| Chéquia  | 14       |
| Alemanha | 3        |
| Croácia  | 1        |